# Тимеситей
Тимеситей (на латински: Gaius Furius Sabinius Aquila Timesitheus, † 243 г.) е от най-важните съветници на младия римски император Гордиан III и преториански префект.

## Кариера
Тимеситей е римски благородник, започнап своята кариера вероятно при император Елагабал, като префект на помощните войски в Испания. През 218 и 222 г. е управител в Римска Арабия (Арабия Петреа), през 220 г. е на цивилна служба в управлението на рейнските провинции.
През 232 г. координира финансирането на военните действия, които император Александър Север води против Сасанидите, след това служи успешно в Галия. При император Максимин Трак увеличава държавните вземания и става преториански префект (241 г.). 
Успява да се издигне като влиятелна фигура в двора и да обвърже младия и неопитен Гордиан III. През пролетта на 241 г. императорът се жени за Фурия Сабиния Транквилина, дъщерята на Тимеситей, което де факто го прави съуправител на империята. Въпреки мощта си, Тимеситей е лоялен помощник на императора. През 243 г. те воюват заедно срещу Сасанидите. В първата им битка римляните нанасят поражение на сасанидския владетел Шапур I. 
Неочакваната смърт на Тимеситей има големи последствия. Наследник като преториански префект му става произхождащият от Арабия Юлий Филип, същият, който след поражението на римляните в Битката при Месиче в Месопотамия през 244 г. и съмнителната смърт на Гордиан поема императорската власт като Филип I Араб.